# Audrey Wurdemann
Audrey Wurdemann (ur. 1 stycznia 1911 w Seattle, zm. 20 maja 1960 w Miami) – amerykańska poetka.

## Życiorys
Urodziła się 1 stycznia 1911. Była córką Harry’ego Vanderbilta Wurdemanna i jego żony May Audrey V. Flynn. Jej przodkiem był rzekomo Percy Bysshe Shelley. W 1932 wyszła za mąż za pisarza Josepha Auslandera. Przeniosła się z nim do Nowego Jorku, gdzie wykładał na Uniwersytecie Columbia. Kiedy Auslander został mianowany Poet Laureate Consultant w Bibliotece Kongresu, małżonkowie przeprowadzili się do Waszyngtonu. Następnie przenieśli się na Florydę. Audrey urodziła dwoje dzieci. Dzielili nie tylko życie prywatne, ale także twórczość literacką. Audrey należała do Academy of American Poetry, Poetry Society of America i National League American Pen Women. Pełniła w niektórych z tych gremiów funkcje kierownicze. Zmarła 20 maja 1960 w Miami.

## Twórczość
Audrey Wurdemann przeszła do historii jako najmłodsza laureatka Nagrody Pulitzera. Autorka otrzymała wyróżnienie w 1935 za wydany o rok wcześniej tomik Bright Ambush. Debiutowała zbiorkiem The House of Silk, wydanym, kiedy poetka miała 16 lat, przy finansowym wsparciu kalifornijskiego poety George’a Sterlinga. Opublikowała także tomiki The Seven Sins (1935), Splendour in the Grass (1936) i Testament of Love (1938). Razem z mężem napisała dwie powieści, My Uncle Jan (1945) i The Islanders (1951).